# Ruopsokjávrre
Ruopsokjávrre, enligt tidigare ortografi Ruopsokjaure, är en sjö i Jokkmokks kommun i Lappland och ingår i Luleälvens huvudavrinningsområde. Sjön har en area på 0,139 kvadratkilometer och ligger 802 meter över havet. Ruopsokjávrre ligger i Sarek Natura 2000-område. Sjön avvattnas av vattendraget Gåbddåjávrjågåsj.

## Delavrinningsområde
Ruopsokjávrre ingår i det delavrinningsområde (747649-159640) som SMHI kallar för Utloppet av Kåbtåjaure. Medelhöjden är 883 meter över havet och ytan är 5,36 kvadratkilometer. Det finns inga avrinningsområden uppströms utan avrinningsområdet är högsta punkten. Gåbddåjávrjågåsj som avvattnar avrinningsområdet har biflödesordning 5, vilket innebär att vattnet flödar genom totalt 5 vattendrag (Lulep Basstajåhkå, Sijddoädno, Blackälven (Smadjeädno), Lilla Luleälven, Luleälven) innan det når havet efter 326 kilometer. Avrinningsområdet består mestadels av kalfjäll (83 procent). Avrinningsområdet har 0,9 kvadratkilometer vattenytor vilket ger det en sjöprocent på 16,7 procent.